# مطار كارلسروه/بادن-بادن
مطار كارلسروه/بادن-بادن (بالألمانية: Flughafen Karlsruhe/Baden-Baden)(إياتا: FKB، إيكاو: EDSB) هو مطار دولي يقع في ولاية بادن فورتمبيرغ في ألمانيا.

## شركات الطيران والوجهات
تقوم شركات الطيران التالية بتشغيل رحلات منتظمة وموسمية وعارضة إلى مطار كارلسروه/بادن بادن:
| شركـات طيـران     | الوجهات |
| ----------------- | --- |
| Corendon Airlines | موسمي: مطار أنطاليا |
| Enter Air         | موسمي عارض: Fuerteventura، مطار غران كناريا، Heraklion، Kos، مطار ميورقة، Rhodes |
| يورو وينجز        | موسمي: مطار ميورقة |
| رايان إير         | مطار أليكانتي، Bari، مطار أوريو أل سيريو، مطار فارو، مطار فاس سايس الدولي، مطار جرندة كوستا برافا، مطار لندن ستانستد، مطار مالقة الدولي، مطار ميورقة، مطار بورتو الدولي، مطار إشبيلية، مطار صوفيا، مطار ستوكهولم أرلاندا، مطار بن غوريون الدولي، مطار بلنسية، مطار زغرب موسمي: مطار أكادير المسيرة الدولي (تستأنف 4 نوفمبر 2023)، Cagliari، Corfu، مطار غران كناريا، مطار مالطا الدولي، Lamezia Terme ‏، مطار باليرمو الدولي، مطار تينيريفي الجنوبي، مطار تراباني-بيرغي، مطار زادار |
| ويز للطيران       | مطار نيكولا تسلا في بلغراد، مطار بريشتينا الدولي، مطار سيبيو الدولي، مطار سكوبية الدولي، مطار ترايان فويا الدولي، مطار تيرانا الدولي، Tuzla، Varna (تنتهي في 29 سبتمبر 2023) موسمي: مطار كوكس الدولي زايد |

## الإحصائيات

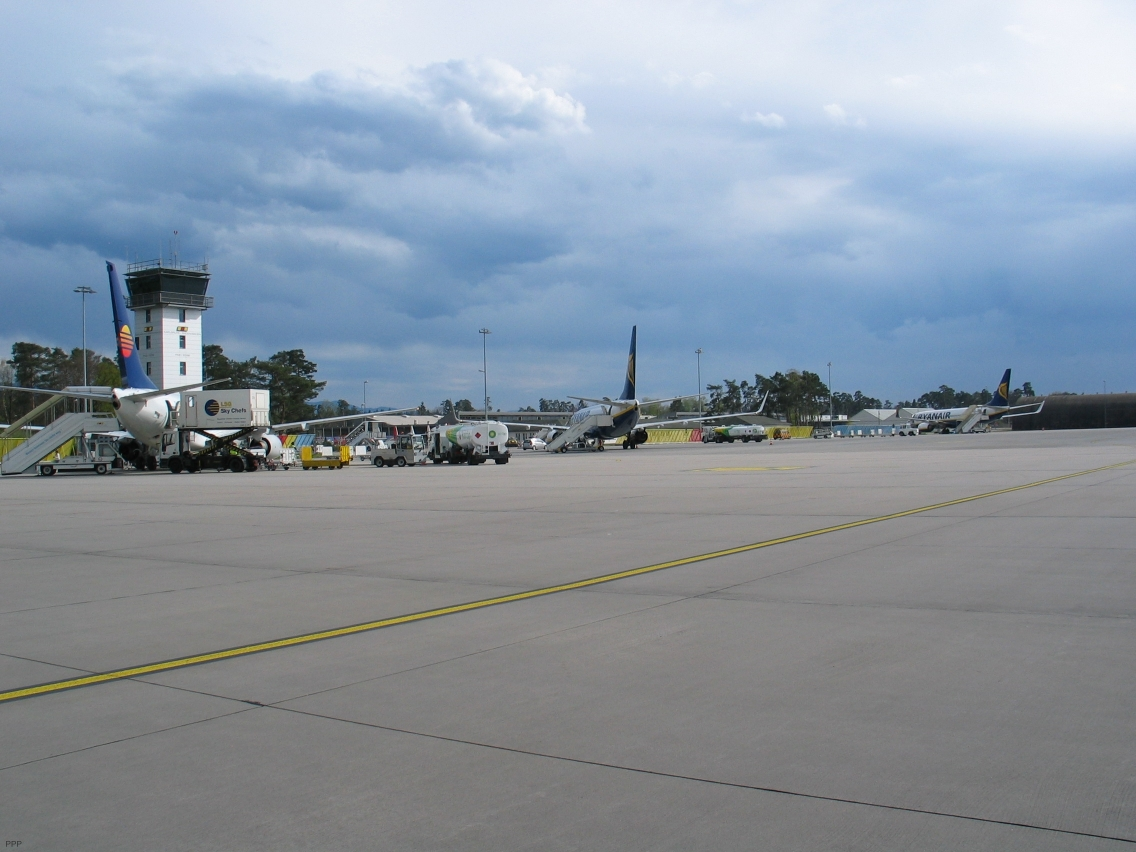
منظر المطار

شاهد source Wikidata query and sources.
| 2008        | 1,141,070   |
| 2009        | ▼ 1,087,909 |
| 2010        | ▲ 1,177,201 |
| 2011        | ▼ 1,114,535 |
| 2012        | ▲ 1,287,382 |
| 2013        | ▼ 1,059,227 |
| 2014        | ▼ 983,451   |
| 2015        | ▲ 1,051,435 |
| 2016        | ▲ 1,105,103 |
| 2017        | ▲ 1,240,551 |
| 2018        | ▲ 1,246,969 |
| 2019        | ▲ 1,335,957 |
| 2020        | ▼ 401,000   |
| 2021        | ▲ 609,459   |
| 2022        | ▲ 1,301,002 |
| Source: ADV |             |